# Danis scarpheia
Danis scarpheia är en fjärilsart som beskrevs av Hans Fruhstorfer 1915. Danis scarpheia ingår i släktet Danis och familjen juvelvingar. Inga underarter finns listade i Catalogue of Life.